# Walburga Diepolder
Walburga Diepolder OSB (* 27. August 1870 als Josefa Diepolder in Gmeinschwenden, Grönenbach, Bezirksamt Memmingen; † 29. August 1905 in Nyangao, Lindi-Distrikt, im heutigen Tansania) war eine deutsche Missionsbenediktinerin und Märtyrin.

## Leben
Josefa Diepolder trat am 1. Februar 1889 bei den Missionsbenediktinerinnen von St. Ottilien ein und legte unter dem Ordensnamen Walburga (nach der heiligen Walburga) am 29. Juni 1892 die Profess ab. Am 1. Juni 1894 ging sie in die Ostafrika-Mission. Sie wirkte zuerst in Daressalam, dann in Lukuledi und schließlich in Nyangao im Lindi-Distrikt (heute auch Bistum Lindi). Ende August wurde sie auf der Flucht vor Beteiligten des Maji-Maji-Aufstands in der Hüfte angeschossen, blieb zurück und wurde Stunden später ermordet.

## Gedenken
Die Römisch-katholische Kirche in Deutschland hat Schwester Walburga Diepolder als Märtyrin in das deutsche Martyrologium des 20. Jahrhunderts aufgenommen.
Im Missionsmuseum in Sankt Ottilien ist ihr Name auf einer Gedenktafel vermerkt.